# Whanau
« Whanau » (en maori de Nouvelle-Zélande : whānau) est le mot maori pour « famille élargie ». Les whanau font partie des hapu, eux-mêmes des subdivisions des iwis (tribus). Elle est surtout utilisée par les Maoris, mais également par quelques Pakeha.
Le mot peut également signifier « accoucher », ou « genre biologique », quoique moins souvent.